# Monango, North Dakota
Monango, North Dakota (енгл. Monango) град је у америчкој савезној држави Северна Дакота.

## Демографија
По попису из 2010. године број становника је 36, што је 8 (28,6%) становника више него 2000. године.
| Група             | 2000.       | 2010.      |
| Белци             | 28 (100,0%) | 31 (86,1%) |
| Афроамериканци    | 0 (0,0%)    | 0 (0,0%)   |
| Азијати           | 0 (0,0%)    | 0 (0,0%)   |
| Хиспаноамериканци | 0 (0,0%)    | 0 (0,0%)   |
| Укупно            | 28          | 36         |